# Rozhledna Lhotka u Hradčovic
Rozhledna Lhotka se nachází 1 km od Hradčovic v okrese Uherské Hradiště ve Zlínském kraji. Do provozu byla uvedena v roce 2001.

## Další informace
Konstrukce rozhledny je ocelová. Rozhledna je vysoká 35 m. Zastřešená vyhlídková plošina je ve výšce 18 m a vede k ní 96 schodů. Z rozhledny lze pozorovat Uherský Brod, Bílé Karpaty a Chřiby.